# Amanda Guerreño
Amanda Guerreño (Buenos Aires, 25 de mayo de 1933) es una compositora, pianista y profesora argentina.
Cursó sus estudios en la Escuela Superior de Bellas Artes de la Universidad Nacional de La Plata, egresando con el título de Profesora Superior de Piano.
Fue discípula del Maestro Roberto Castro en piano y de los Maestros Roberto García Morillo y Alberto Ginastera en Composición. En Instrumentación y Orquestación con el director de Orquesta Mariano Drago.
Realizó estudios de órgano con el Maestro Julio Perceval en el Teatro Colón de Buenos Aires (siendo seleccionada por concurso) y con el Maestro organista Héctor Zeoli.
Estudios de Música electrónica en el Instituto Torcuato di Tella (Centro Latinoamericano de Altos Estudios Musicales) y con el Maestro Francisco Kröpfl en Música Electroacústica.
Cumplió una extensa labor docente en escuelas de nivel secundario y primario y dirección coral.
Como pianista desarrolló conciertos públicos y radiales en el país, en ciclos de Música Argentina y Latinoamericana, como también en Música Clásica y Contemporánea.
Como compositora ha realizado obras de distintos géneros, desde canciones hasta obras sinfónicas, de cámara, coral y electrónica.
Formó el grupo Limay, para interpretar su Vía Crucis Latinoamericano, donde salió en gira por países europeos (Alemania, Suiza, Francia) para difundirlo. Está editado por MISEREOR Organización de la Conferencia Episcopal Alemana) y Argentina.
Formó su grupo de tango, Música Ciudadana, difundiendo sus tangos durante varios años siendo editado en CD.
Su obra Homenaje a América (Cantata) fue editada en disco en el año 1970 y la segunda edición en CD año 2003 obra galardonada por el Premio TRIMARG (Tribuna de Música Argentina). Ha editado varias obras de su autoría difundidas en el país y en el exterior, siendo reconocida por la crítica nacional y extranjera.
- Reconocimiento a su trayectoria autoral otorgado por SADAIC.
- Miembro de la Asociación Argentina de Compositores AAC. Actualmente es Socia Honoraria.
- Jurado de la Tribuna Nacional de Compositores TRINAC Y TRIME
- Convocados por la Fundación Encuentros Internacionales de Música Contemporánea.

- Mención especial de la III Bienal Intercontinental de arte indígena del Ecuador.
- En el 2014 Primer Premio de la V Bienal Intercontinental por su obra Expansión Cósmica. Video con música electrónica y proyección fractal. Entre otros.
- Fundadora y Presidente del Foro Argentino de Compositoras creado en el año 2004 junto a la Maestra Irma Urteaga.
- Embajadora de Paz otorgada por Mil Milenios de Paz y Artista por la Paz otorgada por el Proyecto Aquarium de la comunidad Sarda de Buenos Aires.
- En el 2015 es nombrada Miembro de honor por su trayectoria por la Fondazione Donne in Musica de     Roma - Italia
- Año 2015 Compone su Ave María en quechua para la Misa Pro Terrae Humilibus, junto a cinco compositoras del Foro Argentino de Compositoras – (FAdeC) donde intervienen en la misma. Son obras litúrgicas estrenadas en la Basílica de San Pedro - Ciudad del Vaticano -. Roma.

## Obras
Algunas de sus obras son:
- 8 canciones al estilo popular, para voz y guitarra (1970)
- Homenaje a América, cuarteto para soprano, bajo, guitarra y percusión (1970)
- Tres bocetos sinfónicos, para orquesta sinfónica (1986)
- Sinfonía para la Paz, para barítono y orquesta sinfónica (1986)
- Candombe del tren, Barrio San Telmo, Empleados nacionales, Viento de esquina, La polca del espiante y Chamuyando     bajito, todas para canto, bandoneón, violonchelo y piano (1996).
- Vals con Rayuela y Tango, para piano y violoncelo (1997)
- Serrín-Serrán, para orquesta de cuerdas (1999)
- Bacteria Filella, computadora, piano y saxo (2001)
- Moebius, para piano (2005)
- Santuario Cósmico, música electroacústica  (2010)
- Puentes del exilio, para guitarra y flauta (2011)
- Ave Maria, para coro mixto (2015)
- Angelus, para piano (2017)

## Premios y reconocimientos
Algunos de ellos son:
- Su ópera Mujer sin Nombre fue declarada de interés cultural de la Honorable Cámara de Diputados de la Nación en el 2023.
- Estreno Mundial en el año 2022 de su Ópera Mujer sin nombre en el Centro Cultural Kirchner—CCK
- Compositora Consagrada 2021  otorgada por Radio Nacional Clásica.
- Paz, Cultura y Educación (2019), distinción otorgada por Soka Gakki Internacionala de Argentina.
- Premio su trayectoria otorgada por la Asociación de Críticos Musicales de la Argentina (Temporada 2018).